# Marimonda
La marimonda es un personaje corpóreo icono del carnaval de Barranquilla utilizado como un disfraz. Es una parodia de los hombres ricos, que explotaban a las clases bajas. Este disfraz se remonta a los años de la esclavitud, cuando los negros oprimidos hacían máscaras con orejas grandes, nariz larga y ojos redondos para burlarse de los tiranos.
La marimonda es una figura representativa, tanto del carnaval de Barranquilla, como de Colombia.

## Origen
A finales de 1800 en Colombia, tanto los esclavos como la clase obrera eran explotados por los elitistas; una forma en la que hicieron burla y de liberarse de ese sometimiento era imitándolos y volviéndolos una forma caricaturesca. Una persona se puso un pantalón y una chaqueta al revés, un par de medias a manera de guantes e hizo una careta con saco de harina. Luego, con las fundas de una vieja almohada, elaboró anillos que los rellenó con esponja para simular unos grandes ojos, una boca, una larga nariz y  unas inmensas orejas parecidas a las de un elefante.  Como buen crítico, este nativo no podía dejar de expresar su rechazo al Gobierno que no le favorecía, así que elaboró una larga corbata para demostrar su antipatía a aquellos funcionarios que solo van a cobrar su sueldo sin elaborar ningún tipo de trabajo “entre el torito bravo, las negritas pulois y maria moñito se destacan en el disfraz de la marimonda este personaje simpático es 100% barranquillero” y nace a finales de 1800 por la clase obrera que era esclavizada.

## Críticas
El personaje de la marimonda sufrió críticas de muchas personas, definiéndolo como clasista y vulgar. También clasificado como un resentimiento social, ya que el personaje hace sátira sobre la clase dirigente, por lo que en sus inicios muchas personas fueron detenidas, argumentando una falta de respeto hacia la autoridad, unos años después, un hombre llamado César Morales Mejía, en los años 1980, decidió revivirlo y poco a poco fue aceptado en la ciudad de Barranquilla.

## Características
Vestido con un traje colorido y extravagante. Mezcla de un elefante y un primate, con una corbata, nariz larga y grande, grandes orejas y boca grande. La máscara del disfraz va acompañada de un pito de caucho llamado "pea pea", el cual emite un sonido destemplado que sirve para expresar derroche y la alegría de quién está disfrazado de marimonda.

## Bailes
Uno de los aspectos más famosos de las marimondas son sus bailes, los bailes recurrentes de las marimondas son los de Michael Jackson y los llamados "pase de conejito" y "pase del remo".

## En la cultura Colombiana
Hay un cerro en la ciudad de Riohacha con el nombre del personaje.